# أبراج الإمارات
أبراج الإمارات، هي مجمع مباني في دبي يحتوي على برج مكاتب الإمارات وفندق جميرا أبراج الإمارات، وهما متصلان بمجمع تجزئة من طابقين مساحته 9000 متر مربع (96875 قدم مربع) يعرف باسم "البوليفارد". . تعود ملكية المبنى إلى الشيخ محمد بن راشد آل مكتوم. يحتل البرجان اللذان يصل ارتفاعهما إلى 354.6 مترًا (1163 قدمًا) و241.4 مترًا (792 قدمًا) على التوالي المرتبة 51 كأطول المباني في العالم والمرتبة 11 في دبي.
يقع مجمع أبراج الإمارات على طريق الشيخ زايد في مدينة دبي بدولة الإمارات العربية المتحدة، ويعتبر رمزاً لمدينة دبي. بني برج مكاتب الإمارات من قبل جناح البناء لمجموعة الغرير للاستثمار وبني برج فندق الإمارات من قبل شركة سانج يونج وشركة بيسكس التابعة لشركة سيكس كونستركت. يحتوي الفندق على 400 غرفة. من الجوانب البارزة في التصميم أنه على الرغم من أن الأبراج تحتوي على عدد مماثل من الطوابق، إلا أن برج المكاتب الأطول يضم 56 طابقًا فوق سطح الأرض، بينما يتكون برج الفندق من 54 طابقًا، ويحتوي المبنى على 17 مصعدًا بداخله.
يقع مجمع أبراج الإمارات على مساحة تزيد عن 570.000 متر مربع (141 فدانًا) من الحدائق، مع بحيرات وشلالات ومناطق جلوس عامة. توجد مساحة لوقوف السيارات تتسع لما يصل إلى 1500 سيارة. كانت هذه الأبراج لفترة من الزمن أطول المباني في دبي.
في عام 2019، عين ماركوس ساتون مديرًا عامًا لجميرا أبراج الإمارات.